# Thaddäus Stahler
 (octobre 2023).
Thaddäus Stahler (né le 26 septembre 1857 à Geinsheim, mort le 14 septembre 1938 à Wurtzbourg) est un prêtre catholique allemand.

## Biographie
Thaddäus Stahler est le fils de Friedrich Stahler et Klara Schreiner (de Harthausen). Le père est tailleur de profession. Geinsheim a une forte influence religieuse : de nombreux prêtres et religieux sont issus du village. Thaddäus Stahler aspire également à une carrière ecclésiastique, mais il ne peut entrer au séminaire de Spire en raison d'une surabondance d'anciens élèves. Sur les conseils et la médiation du père franciscain Konrad Eupel (administrateur paroissial de Geinsheim en 1874), le jeune homme entre plutôt au séminaire du diocèse de Wurtzbourg.
Le 31 juillet 1881, il est ordonné prêtre à Wurtzbourg et reste dans ce diocèse. Stahler est d'abord aumônier dans les communautés franconiennes d'Arnshausen (aujourd'hui incorporée à Bad Kissingen), Forst et Gerolzhofen. À partir de 1885, il entre au séminaire d'études d'Aschaffenbourg en tant que préfet ; En 1891, il est promu curé de l'église Notre-Dame (de). Stahler est actif dans la pastorale ouvrière ; pendant 10 ans, il est président des associations ouvrières catholiques du diocèse de Wurtzbourg.
En 1912, il est nommé chapitre de la cathédrale de Wurtzbourg et siège au conseil d'administration du comité central pour l'organisation du Katholikentag. Stahler devient prévôt de la cathédrale en 1921, ainsi que prélat de la maison papale et doyen de la cathédrale en 1933. Le chanoine s'occupe également des sœurs du monastère d'Oberzell en tant que directeur spirituel entre 1914 et 1936.
Thaddäus Stahler participe à la fondation de la représentation professionnelle des prêtres bavarois, l'"Association du clergé bavarois", dont il est le premier président entre 1919 et 1933 et acquiert ainsi une renommée nationale.